# Supercopa de España
La Supercoppa di Spagna (in spagnolo: Supercopa de España) è una competizione calcistica a cadenza annuale, istituita dalla federcalcio spagnola nel 1982 e da questa organizzata.
Fino al 2019, la Supercoppa metteva di fronte la squadra campione di Spagna e la vincitrice della Coppa del Re, similmente a quanto accadeva in diverse federazioni calcistiche europee. La competizione si disputava tra la metà e la fine di agosto, preliminarmente all'avvio del campionato. 
Dal 2020 le partecipanti sono diventate 4: la vincitrice della coppa nazionale e del campionato, la finalista della coppa nazionale e la squadra classificatasi seconda in campionato. La manifestazione si gioca nel mese di gennaio durante la stagione calcistica.
Al 2025 sono state disputate 41 edizioni del torneo, che ha visto la vittoria di 10 squadre diverse. Il record di vittorie appartiene al Barcellona, che ha trionfato in 15 edizioni della manifestazione.

## Storia
Prima della creazione della Supercoppa di Spagna si svolsero altri tornei che ne sono i predecessori:
- la Copa de Campeones nel 1940;
- la Copa Presidente FEF nel 1941-1947;
- la Copa de Oro Argentina nel 1945;
- la Copa Eva Duarte dal 1947 al 1953.

Le squadre partecipanti erano le vincitrici della Liga e della Copa del Generalísimo, nome dato alla Coppa del Re durante la dittatura franchista dal 1938 al 1976.
Per due edizioni consecutive (1986 e 1987) la Supercoppa non è stata disputata perché i due club interessati (nella prima occasione Real Madrid e Real Saragozza, nella seconda Real Madrid e Real Sociedad) non hanno trovato l'accordo sulle date di svolgimento, e in altre due occasioni il trofeo venne assegnato automaticamente alla squadra che aveva vinto i due titoli, centrando il double: nel 1984 all'Athletic Bilbao e nel 1989 al Real Madrid.
Successivamente venne cambiato il regolamento e la squadra vincitrice di Liga e Coppa dovette disputare la partita contro l'altra finalista di Coppa del Re: nel 1996 l'Atlético Madrid contro il Barcellona, nel 1998 il Barcellona contro il Maiorca, nel 2009 e nel 2015 il Barcellona contro l'Athletic Bilbao, e nel 2016 e 2018 sempre i Blaugrana, questa volta contro il Siviglia.
Dalla sua fondazione sino all'edizione del 2017 la formula prevedeva un confronto di andata e ritorno tra le compagini che si contendevano la coppa. Nel 2018 la federcalcio spagnola ha optato per la gara unica, per allinearsi a quanto avviene per la supercoppa degli altri paesi.
Nel 2019 la Supercopa de España ha cambiato formato, allargando la partecipazione a quattro squadre: la vincitrice della coppa nazionale e del campionato, la finalista della coppa nazionale e la squadra classificatasi seconda in campionato. La prima edizione con il nuovo formato si è giocata nel gennaio 2020 a Gedda, in Arabia Saudita.

## Albo d'oro
Formato a due squadre
| 1982 | Real Sociedad       | Liga 1981-1982                   | Real Madrid     | Coppa del Re 1981-1982           | 0 - 1         | 4 - 0 (dts)   | 4 - 1         |  |  |  |
| 1983 | Barcellona          | Coppa del Re 1982-1983           | Athletic Bilbao | Liga 1982-1983                   | 3 - 1         | 0 - 1         | 3 - 2         |  |  |  |
| 1984 | Athletic Bilbao     | Liga e Coppa del Re 1983-1984    |                 |                                  |               |               |               |  |  |  |
| 1985 | Atlético Madrid     | Coppa del Re 1984-1985           | Barcellona      | Liga 1984-1985                   | 3 - 1         | 0 - 1         | 3 - 2         |  |  |  |
| 1986 | non disputata       | non disputata                    | non disputata   | non disputata                    | non disputata | non disputata | non disputata |  |  |  |
| 1987 | non disputata       | non disputata                    | non disputata   | non disputata                    | non disputata | non disputata | non disputata |  |  |  |
| 1988 | Real Madrid         | Liga 1987-1988                   | Barcellona      | Coppa del Re 1987-1988           | 2 - 0         | 1 - 2         | 3 - 2         |  |  |  |
| 1989 | Real Madrid         | Liga e Coppa del Re 1988-1989    |                 |                                  |               |               |               |  |  |  |
| 1990 | Real Madrid         | Liga 1989-1990                   | Barcellona      | Coppa del Re 1989-1990           | 1 - 0         | 4 - 1         | 5 - 1         |  |  |  |
| 1991 | Barcellona          | Liga 1990-1991                   | Atlético Madrid | Coppa del Re 1990-1991           | 1 - 0         | 1 - 1         | 2 - 1         |  |  |  |
| 1992 | Barcellona          | Liga 1991-1992                   | Atlético Madrid | Coppa del Re 1991-1992           | 3 - 1         | 2 - 1         | 5 - 2         |  |  |  |
| 1993 | Real Madrid         | Coppa del Re 1992-1993           | Barcellona      | Liga 1992-1993                   | 3 - 1         | 1 - 1         | 4 - 2         |  |  |  |
| 1994 | Barcellona          | Liga 1993-1994                   | Real Saragozza  | Coppa del Re 1993-1994           | 2 - 0         | 4 - 5         | 6 - 5         |  |  |  |
| 1995 | Deportivo La Coruña | Coppa del Re 1994-1995           | Real Madrid     | Liga 1994-1995                   | 3 - 0         | 2 - 1         | 5 - 1         |  |  |  |
| 1996 | Barcellona          | Finalista Coppa del Re 1995-1996 | Atlético Madrid | Liga e Coppa del Re 1995-1996    | 5 - 2         | 1 - 3         | 6 - 5         |  |  |  |
| 1997 | Real Madrid         | Liga 1996-1997                   | Barcellona      | Coppa del Re 1996-1997           | 1 - 2         | 4 - 1         | 5 - 3         |  |  |  |
| 1998 | Maiorca             | Finalista Coppa del Re 1997-1998 | Barcellona      | Liga e Coppa del Re 1997-1998    | 2 - 1         | 1 - 0         | 3 - 1         |  |  |  |
| 1999 | Valencia            | Coppa del Re 1998-1999           | Barcellona      | Liga 1998-1999                   | 1 - 0         | 3 - 3         | 4 - 3         |  |  |  |
| 2000 | Deportivo La Coruña | Liga 1999-2000                   | Espanyol        | Coppa del Re 1999-2000           | 0 - 0         | 2 - 0         | 2 - 0         |  |  |  |
| 2001 | Real Madrid         | Liga 2000-2001                   | Real Saragozza  | Coppa del Re 2000-2001           | 1 - 1         | 3 - 0         | 4 - 1         |  |  |  |
| 2002 | Deportivo La Coruña | Coppa del Re 2001-2002           | Valencia        | Liga 2001-2002                   | 3 - 0         | 1 - 0         | 4 - 0         |  |  |  |
| 2003 | Real Madrid         | Liga 2002-2003                   | Maiorca         | Coppa del Re 2002-2003           | 1 - 2         | 3 - 0         | 4 - 2         |  |  |  |
| 2004 | Real Saragozza      | Coppa del Re 2003-2004           | Valencia        | Liga 2003-2004                   | 0 - 1         | 3 - 1         | 3 - 2         |  |  |  |
| 2005 | Barcellona          | Liga 2004-2005                   | Real Betis      | Coppa del Re 2004-2005           | 3 - 0         | 1 - 2         | 4 - 2         |  |  |  |
| 2006 | Barcellona          | Liga 2005-2006                   | Espanyol        | Coppa del Re 2005-2006           | 1 - 0         | 3 - 0         | 4 - 0         |  |  |  |
| 2007 | Siviglia            | Coppa del Re 2006-2007           | Real Madrid     | Liga 2006-2007                   | 1 - 0         | 5 - 3         | 6 - 3         |  |  |  |
| 2008 | Real Madrid         | Liga 2007-2008                   | Valencia        | Coppa del Re 2007-2008           | 2 - 3         | 4 - 2         | 6 - 5         |  |  |  |
| 2009 | Barcellona          | Liga e Coppa del Re 2008-2009    | Athletic Bilbao | Finalista Coppa del Re 2008-2009 | 2 - 1         | 3 - 0         | 5 - 1         |  |  |  |
| 2010 | Barcellona          | Liga 2009-2010                   | Siviglia        | Coppa del Re 2009-2010           | 1 - 3         | 4 - 0         | 5 - 3         |  |  |  |
| 2011 | Barcellona          | Liga 2010-2011                   | Real Madrid     | Coppa del Re 2010-2011           | 2 - 2         | 3 - 2         | 5 - 4         |  |  |  |
| 2012 | Real Madrid (gfc)   | Liga 2011-2012                   | Barcellona      | Coppa del Re 2011-2012           | 2 - 3         | 2 - 1         | 4 - 4         |  |  |  |
| 2013 | Barcellona (gfc)    | Liga 2012-2013                   | Atlético Madrid | Coppa del Re 2012-2013           | 1 - 1         | 0 - 0         | 1 - 1         |  |  |  |
| 2014 | Atlético Madrid     | Liga 2013-2014                   | Real Madrid     | Coppa del Re 2013-2014           | 1 - 1         | 1 - 0         | 2 - 1         |  |  |  |
| 2015 | Athletic Bilbao     | Finalista Coppa del Re 2014-2015 | Barcellona      | Liga e Coppa del Re 2014-2015    | 4 - 0         | 1 - 1         | 5 - 1         |  |  |  |
| 2016 | Barcellona          | Liga e Coppa del Re 2015-2016    | Siviglia        | Finalista Coppa del Re 2015-2016 | 2 - 0         | 3 - 0         | 5 - 0         |  |  |  |
| 2017 | Real Madrid         | Liga 2016-2017                   | Barcellona      | Coppa del Re 2016-2017           | 3 - 1         | 2 - 0         | 5 - 1         |  |  |  |
| 2018 | Barcellona          | Liga e Coppa del Re 2017-2018    | Siviglia        | Finalista Coppa del Re 2017-2018 | 2 - 1         | 2 - 1         | 2 - 1         |  |  |  |

Formato a quattro squadre
| Anno | Vincitore       | Qualificato tramite                                      | Finalista       | Qualificato tramite                 | Risultato             | Semifinaliste   | Qualificate tramite                                  | Stadio                                       |
| ---- | --------------- | -------------------------------------------------------- | --------------- | ----------------------------------- | --------------------- | --------------- | ---------------------------------------------------- | -------------------------------------------- |
| 2020 | Real Madrid     | Terzo posto in Liga 2018-2019                            | Atlético Madrid | Secondo posto in Liga 2018-2019     | 0 - 0 (dts) (4-1 dtr) | Valencia        | Coppa del Re 2018-2019                               | Stadio Città dello sport Re Abd Allah, Gedda |
| 2020 | Real Madrid     | Terzo posto in Liga 2018-2019                            | Atlético Madrid | Secondo posto in Liga 2018-2019     | 0 - 0 (dts) (4-1 dtr) | Barcellona      | Liga 2018-2019 e finalista in Coppa del Re 2018-2019 | Stadio Città dello sport Re Abd Allah, Gedda |
| 2021 | Athletic Bilbao | Finalista in Coppa del Re 2019-2020                      | Barcellona      | Secondo posto in Liga 2019-2020     | 3 - 2 (dts)           | Real Sociedad   | Coppa del Re 2019-2020                               | Stadio de la Cartuja, Siviglia               |
| 2021 | Athletic Bilbao | Finalista in Coppa del Re 2019-2020                      | Barcellona      | Secondo posto in Liga 2019-2020     | 3 - 2 (dts)           | Real Madrid     | Liga 2019-2020                                       | Stadio de la Cartuja, Siviglia               |
| 2022 | Real Madrid     | Secondo posto in Liga 2020-2021                          | Athletic Bilbao | Finalista in Coppa del Re 2020-2021 | 2 - 0                 | Barcellona      | Coppa del Re 2020-2021                               | Stadio internazionale Re Fahd, Riad          |
| 2022 | Real Madrid     | Secondo posto in Liga 2020-2021                          | Athletic Bilbao | Finalista in Coppa del Re 2020-2021 | 2 - 0                 | Atlético Madrid | Liga 2020-2021                                       | Stadio internazionale Re Fahd, Riad          |
| 2023 | Barcellona      | Secondo posto in Liga 2021-2022                          | Real Madrid     | Liga 2021-2022                      | 3 - 1                 | Valencia        | Finalista in Coppa del Re 2021-2022                  | Stadio internazionale Re Fahd, Riad          |
| 2023 | Barcellona      | Secondo posto in Liga 2021-2022                          | Real Madrid     | Liga 2021-2022                      | 3 - 1                 | Real Betis      | Coppa del Re 2021-2022                               | Stadio internazionale Re Fahd, Riad          |
| 2024 | Real Madrid     | Coppa del Re 2022-2023 e secondo posto in Liga 2022-2023 | Barcellona      | Liga 2022-2023                      | 4 - 1                 | Atlético Madrid | Terzo posto in Liga 2022-2023                        | Stadio dell'Università Re Sa'ud, Riad        |
| 2024 | Real Madrid     | Coppa del Re 2022-2023 e secondo posto in Liga 2022-2023 | Barcellona      | Liga 2022-2023                      | 4 - 1                 | Osasuna         | Finalista in Coppa del Re 2022-2023                  | Stadio dell'Università Re Sa'ud, Riad        |
| 2025 | Barcellona      | Secondo posto in Liga 2023-2024                          | Real Madrid     | Liga 2023-2024                      | 5 - 2                 | Athletic Bilbao | Coppa del Re 2023-2024                               | Stadio Città dello sport Re Abd Allah, Gedda |
| 2025 | Barcellona      | Secondo posto in Liga 2023-2024                          | Real Madrid     | Liga 2023-2024                      | 5 - 2                 | Maiorca         | Finalista in Coppa del Re 2023-2024                  | Stadio Città dello sport Re Abd Allah, Gedda |

## Titoli per club
| Club                | Vittorie | Sconfitte | Semifinali | Edizioni vinte                                                                           | Secondi posti                                                          | Semifinalista |
| ------------------- | -------- | --------- | ---------- | ---------------------------------------------------------------------------------------- | ---------------------------------------------------------------------- | ------------- |
| Barcellona          | 15       | 12        | 2          | 1983, 1991, 1992, 1994, 1996, 2005, 2006, 2009, 2010, 2011, 2013, 2016, 2018, 2023, 2025 | 1985, 1988, 1990, 1993, 1997, 1998, 1999, 2012, 2015, 2017, 2021, 2024 | 2020, 2022    |
| Real Madrid         | 13       | 7         | 1          | 1988, 1989, 1990, 1993, 1997, 2001, 2003, 2008, 2012, 2017, 2020, 2022, 2024             | 1982, 1995, 2007, 2011, 2014, 2023, 2025                               | 2021          |
| Athletic Bilbao     | 3        | 3         | 1          | 1984, 2015, 2021                                                                         | 1983, 2009, 2022                                                       | 2025          |
| Deportivo La Coruña | 3        | 0         | 0          | 1995, 2000, 2002                                                                         | –                                                                      | –             |
| Atlético Madrid     | 2        | 5         | 2          | 1985, 2014                                                                               | 1991, 1992, 1996, 2013, 2020                                           | 2022, 2024    |
| Valencia            | 1        | 3         | 2          | 1999                                                                                     | 2002, 2004, 2008                                                       | 2020, 2023    |
| Siviglia            | 1        | 3         | 0          | 2007                                                                                     | 2010, 2016, 2018                                                       | –             |
| Real Saragozza      | 1        | 2         | 0          | 2004                                                                                     | 1994, 2001                                                             | –             |
| Maiorca             | 1        | 1         | 1          | 1998                                                                                     | 2003                                                                   | 2025          |
| Real Sociedad       | 1        | 0         | 1          | 1982                                                                                     | –                                                                      | 2021          |
| Espanyol            | 0        | 2         | 0          | –                                                                                        | 2000, 2006                                                             | –             |
| Real Betis          | 0        | 1         | 1          | –                                                                                        | 2005                                                                   | 2023          |
| Osasuna             | 0        | 0         | 1          | –                                                                                        | –                                                                      | 2024          |

## Classifica marcatori
Aggiornata all'edizione 2025.
| Classifica | Giocatore          | Gol | Club                                           |
| ---------- | ------------------ | --- | ---------------------------------------------- |
| 1          | Lionel Messi       | 14  | Barcellona                                     |
| 2          | Raúl               | 7   | Real Madrid                                    |
| 2          | Karim Benzema      | 7   | Real Madrid                                    |
| 4          | Hristo Stoičkov    | 6   | Barcellona                                     |
| 4          | Txiki Begiristain  | 6   | Real Sociedad, Barcellona, Deportivo La Coruña |
| 6          | Frédéric Kanouté   | 5   | Siviglia                                       |
| 6          | Robert Lewandowski | 5   | Barcellona                                     |
| 8          | Aritz Aduriz       | 4   | Athletic Bilbao                                |
| 8          | Cristiano Ronaldo  | 4   | Real Madrid                                    |
| 8          | Vinícius Júnior    | 4   | Real Madrid                                    |
| 8          | José Mari Bakero   | 4   | Real Sociedad, Barcellona                      |
| 8          | Xavi               | 4   | Barcellona                                     |

## Record
- Il record di partecipazioni consecutive spetta al Barcellona con dieci presenze totalizzate nel periodo tra il 2015 e il 2025.
- Il record di vittorie consecutive appartiene al Real Madrid e al Barcellona, entrambe con tre. Per le Merengues la serie di vittorie si è verificata nel periodo tra il 1988 e il 1990, mentre per i Blaugrana nel periodo tra il 2009 e il 2011.
- Il giocatore con il maggior numero di reti segnati nella competizione è Lionel Messi con 14 realizzazioni.[8][9]
- Il giocatore con il maggior numero di partecipazioni è Lionel Messi con tredici edizioni giocate, nelle quali ha disputato un totale di venti partite.[8]
- Il giocatore con il maggior numero di successi è Lionel Messi con otto trofei.[8]
- Lionel Messi è l'unico giocatore che sia stato capace di segnare almeno una rete in sette finali diverse.[9]
- Vinícius Júnior è l'unico giocatore che sia stato capace di segnare tre reti in una finale secca.
- Il Barcellona e il Real Madrid sono le uniche squadre, tra tutte quelle che hanno preso parte alla competizione, ad aver vinto il trofeo almeno una volta in cinque diversi decenni.